# 倉谷信号場
倉谷信号場（くらたにしんごうじょう）は、かつて熊本県葦北郡湯浦町大字大川内字倉谷（現：芦北町大字大川内倉谷）にあった日本国有鉄道（国鉄）鹿児島本線の信号場（廃駅）である。

## 概要
湯浦駅 - 津奈木駅間は鹿児島本線の開業当初から最大勾配16.7‰の津奈木太郎峠があり、鉄道職員から「津奈木太郎越え」と言われたほどの列車運行の難所で、峠越えのために駅間距離も8 km以上と非常に長く、長大編成列車は急勾配や空転などで高速度が出せずしばしば大きな遅延が発生していた。当時国鉄は博多から鹿児島に達する鹿児島本線を九州の大動脈の一つと位置づけており、戦後から線路や保安機器を整備して輸送力増強や列車の定時運行に力を注いできたが、熊本県から鹿児島県にかけては土地が狭いうえに山間部が非常に多く、津奈木太郎峠の他に赤松太郎峠、佐敷太郎峠の通称「三太郎峠」と言われた難所を始め「歌坂峠」、「金山峠」、「広木峠」など様々な峠が存在し、整備が延々としてなかなか進まず、複線化ができないために列車の本数が増やせない、カーブや勾配が多くて高速度運転ができないなど制約が大きく輸送力の増強がなかなかできない状態であった。
そのような中、さらなる輸送力増加のため鹿児島本線にCTCが導入されることになり、それに先立ち駅間距離が長くてダイヤ乱れの要因の一つになっていた湯浦駅 - 津奈木駅間を複線化することを決定した。しかし周辺は地下水脈が多くて地盤が弱いため、全長2 km近い津奈木トンネルと同程度の新たなトンネルをすぐに掘削するのが難しく多大な時間を要することから、複線化工事とトンネル掘削工事を並行させながらも津奈木トンネル手前に暫定的に停車場を設置し、やむなく湯浦駅から津奈木トンネル手前までを部分的に複線化開業することにした。停車場設置の際、周辺は山間部の奥地で無人地帯だったため、駅ではなく信号場を開設することとした。こうして設けられたのが倉谷信号場である。
しかし当時の鹿児島本線はまだ非電化で蒸気機関車けん引の長大編成列車が多数を占めており、さらに複線から単線になる鹿児島方面の下り線が上り勾配だったこと、また単線側の当信号場 - 津奈木駅間も駅間距離が5 km以上あって上り勾配となる上り列車の遅延状態が複線化前とあまり変わらなかったため、定時運行の下り列車が遅れている上り列車との列車交換のために当信号場で長時間停車することが慢性化してしまっていた。列車交換が終わり出発信号機が進行信号になっても、自重が重く上り勾配の起動に弱い蒸気機関車けん引列車では重連運用でも起動が非常に困難で、特に秋の落葉や冬の降雪時は空転が酷く、なかなか起動できなかったという。起動してもすぐに津奈木トンネルに入り、トンネルの中間地点くらいまでは上り勾配が続くためトンネル内の煤煙ももの凄く、乗務員（機関士）にとっては大変過酷な乗務を強いられることになってしまった。結局、当信号場を開設して運行がスムーズになるどころか逆に信号場が列車の運行を阻害して遅延が増大し、さらに大幅なダイヤ乱れに繋がる悪循環がすぐに顕在化してしまった。
このため国鉄は着々と進めていた複線化工事の予定を前倒しして上り線側の新しい津奈木トンネルの掘削と上り線の線路敷設の突貫工事に着手し、津奈木駅 - 水俣駅間の平坦な箇所に新たに初野信号場（現：新水俣駅）を設置することにした。こうして1968年5月23日に湯浦駅 - 津奈木駅間の複線化が完成し、当信号場は開設後わずか2年足らずで役目を終えて廃止となった。

## 歴史
- 1966年（昭和41年）9月27日：湯浦駅 - 当信号場間複線化に伴い日本国有鉄道が開設。
- 1968年（昭和43年）5月23日：当信号所 - 津奈木駅間複線化完成に伴い廃止。

## 構造
湯浦駅から当信号場までが複線で、津奈木トンネル手前で上下線が合流して単線になりトンネルに入る複線始終端の構造であった。トンネルの手前に信号扱所があり、終日信号係の職員が常駐していた。列車交換が無い列車は通過していたが、信号所周辺に道路が無かったため、朝夕に信号係の職員を乗降車するための運転停車をする列車が設定されていた。

## 跡地
湯浦駅から列車に乗って津奈木駅方面に進むと津奈木トンネル手前で上下線路が分かれる箇所があり、この場所が倉谷信号場跡地である。信号所関連施設は廃止後に全て撤去されて跡形もないが、線路が分かれてトンネルに入ることで上り線が新しく設置されたことを窺い知ることができる。また、開業時からの下り線側の津奈木トンネル内には、かつて蒸気機関車が進行した時に吐き出した大量の煤煙（煤）が現在でも天井や側面に黒く付着しているのが確認できる。なお、跡地は近隣に道路がない山間部の奥地であるため、列車以外で現地に向かうのは非常に困難である。

## 隣の駅
日本国有鉄道
鹿児島本線
湯浦駅 - 倉谷信号場 - 津奈木駅